# 龟湖
龟湖（越南语：Hồ Con Rùa）是越南胡志明市的一个人工喷泉湖，位于第三郡的武氏六坊（Phường Võ Thị Sáu），武文秦街（Võ Văn Tần）、范玉石街（Phạm Ngọc Thạch）和陈高云街（Trần Cao Vân）三条道路交汇处的环形交叉路口。该地区正式称为国际广场（越南语：Công trường Quốc tế）, 
现在这里从早到晚售卖食物，周围遍布着许多咖啡馆和商店。其所在位置刚好在今独立宫 (Dinh Độc Lập)的正对面，又因本来自1967年原有一只犹如被利刃固定住的铜龟曾一度被前南越政府视为“镇龙脉” （ trấn yểm long mạch）的象征。而直至1978年北越领导的越南人民军及越南南方民族解放阵线攻陷前南越首都西贡市，后并将这座镇国建筑炸毁至今日遗迹样貌。

## 历史

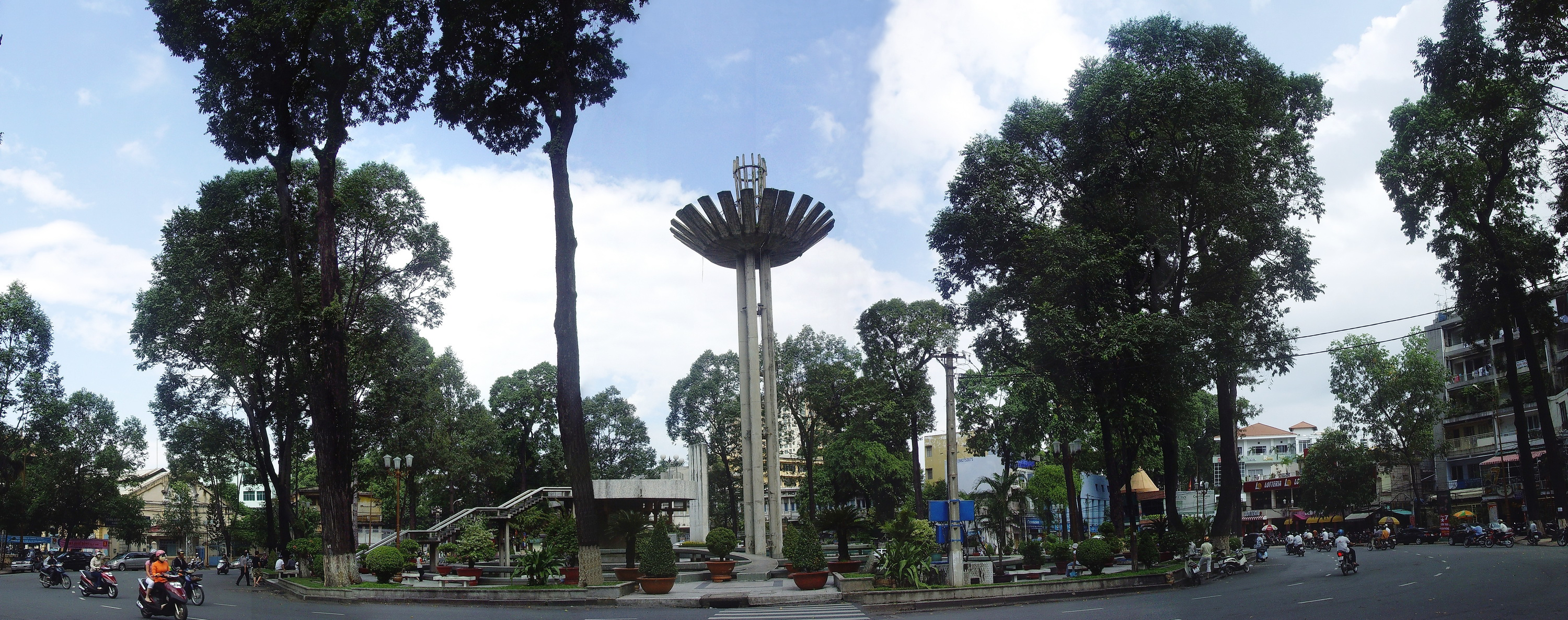
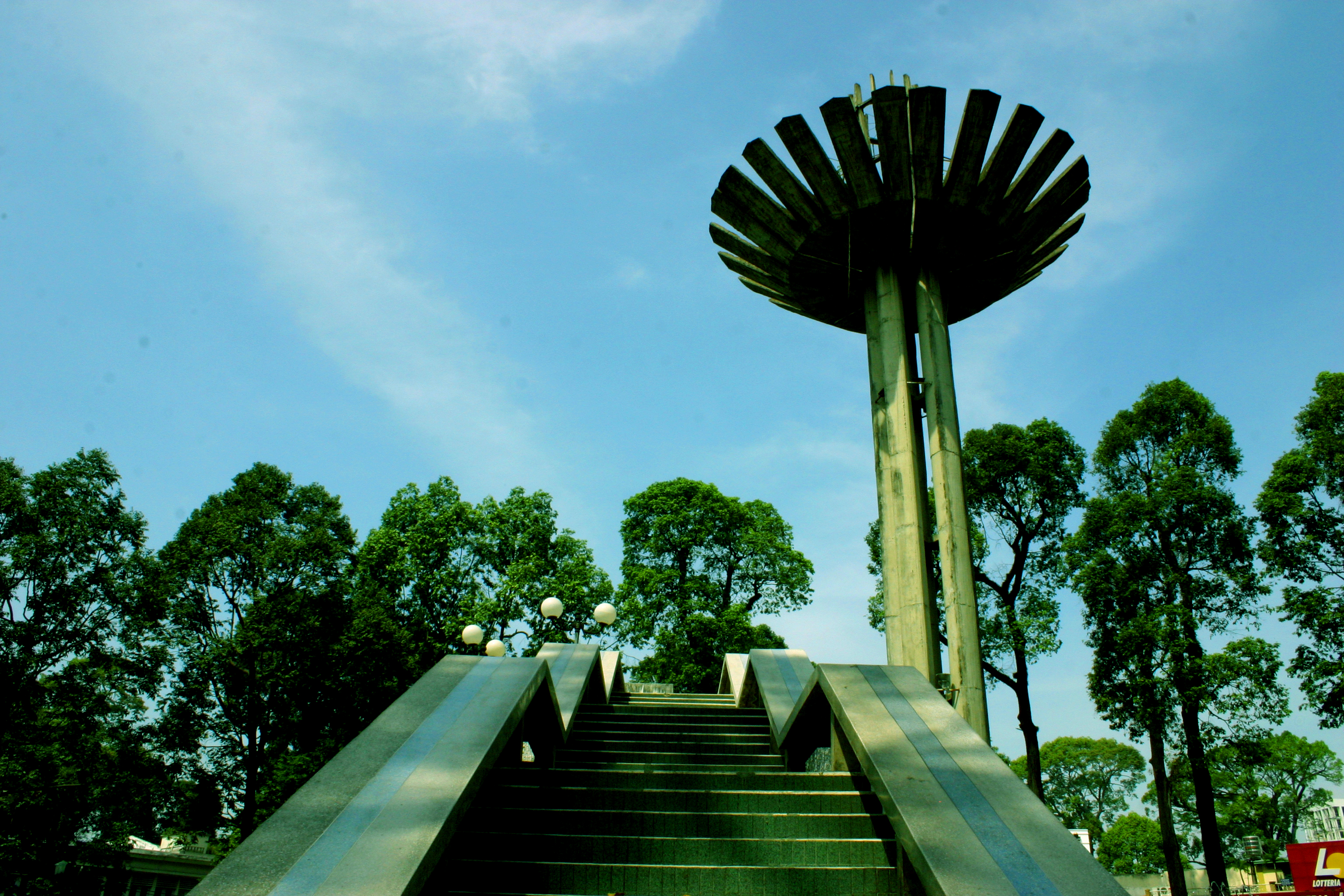
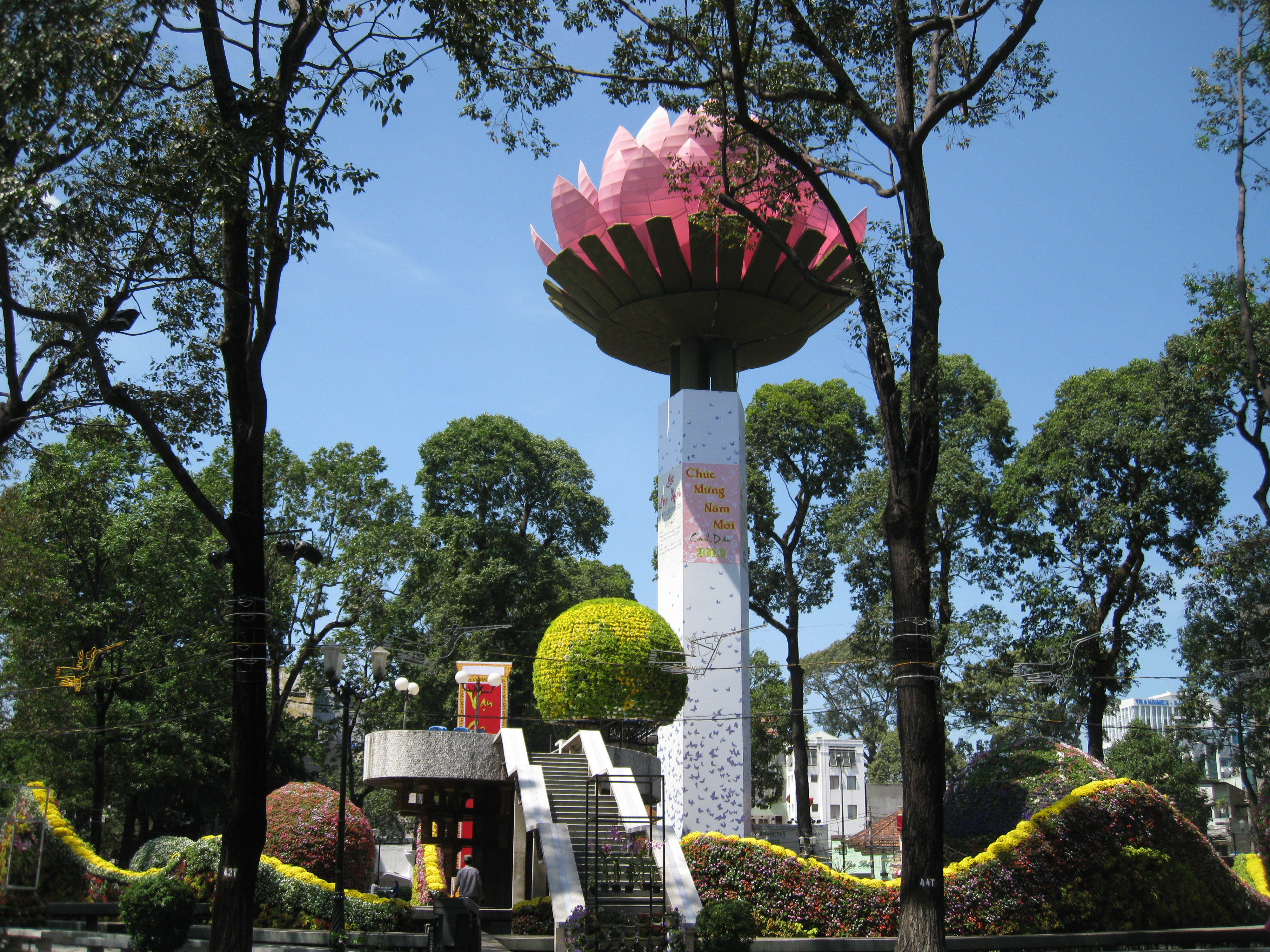
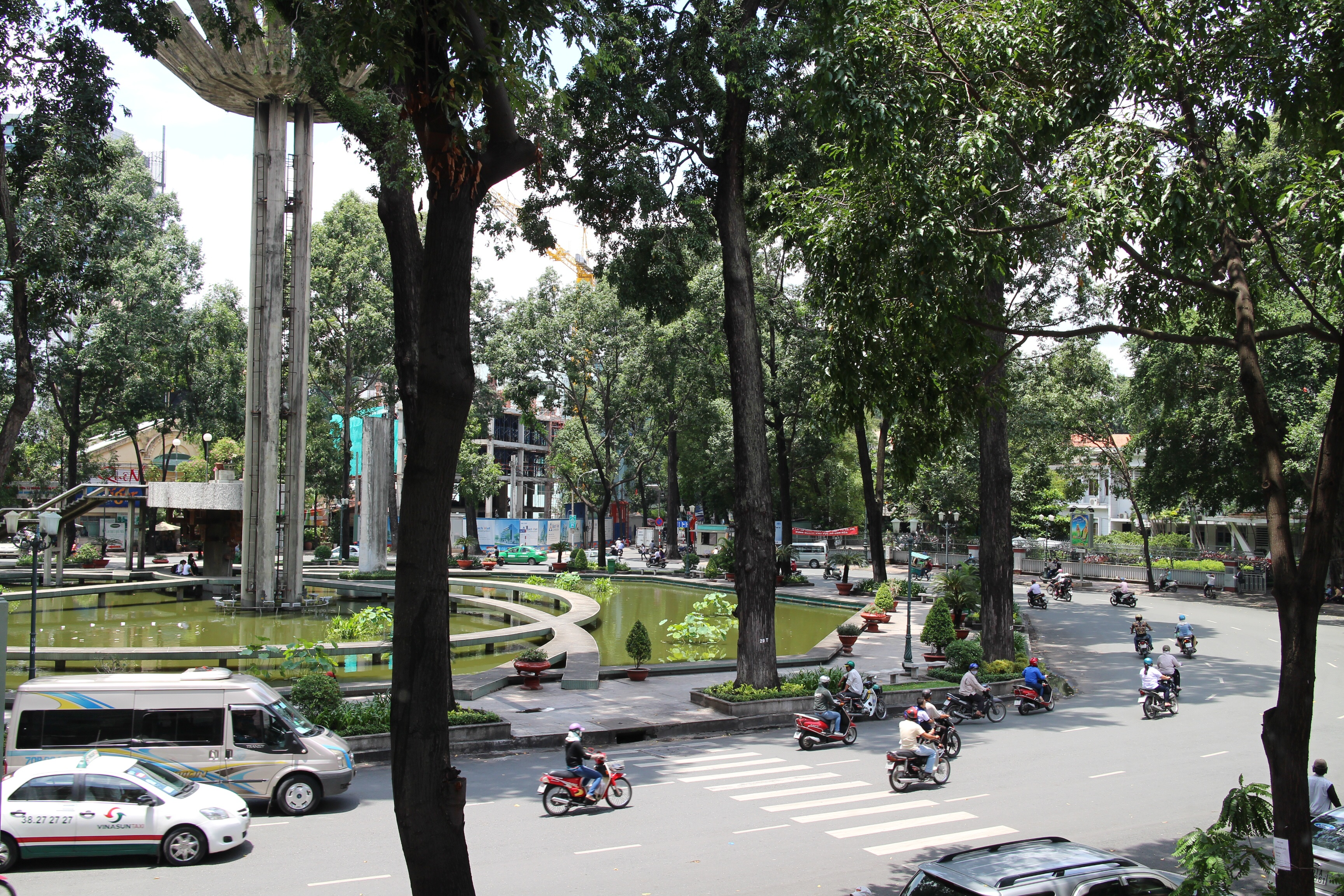
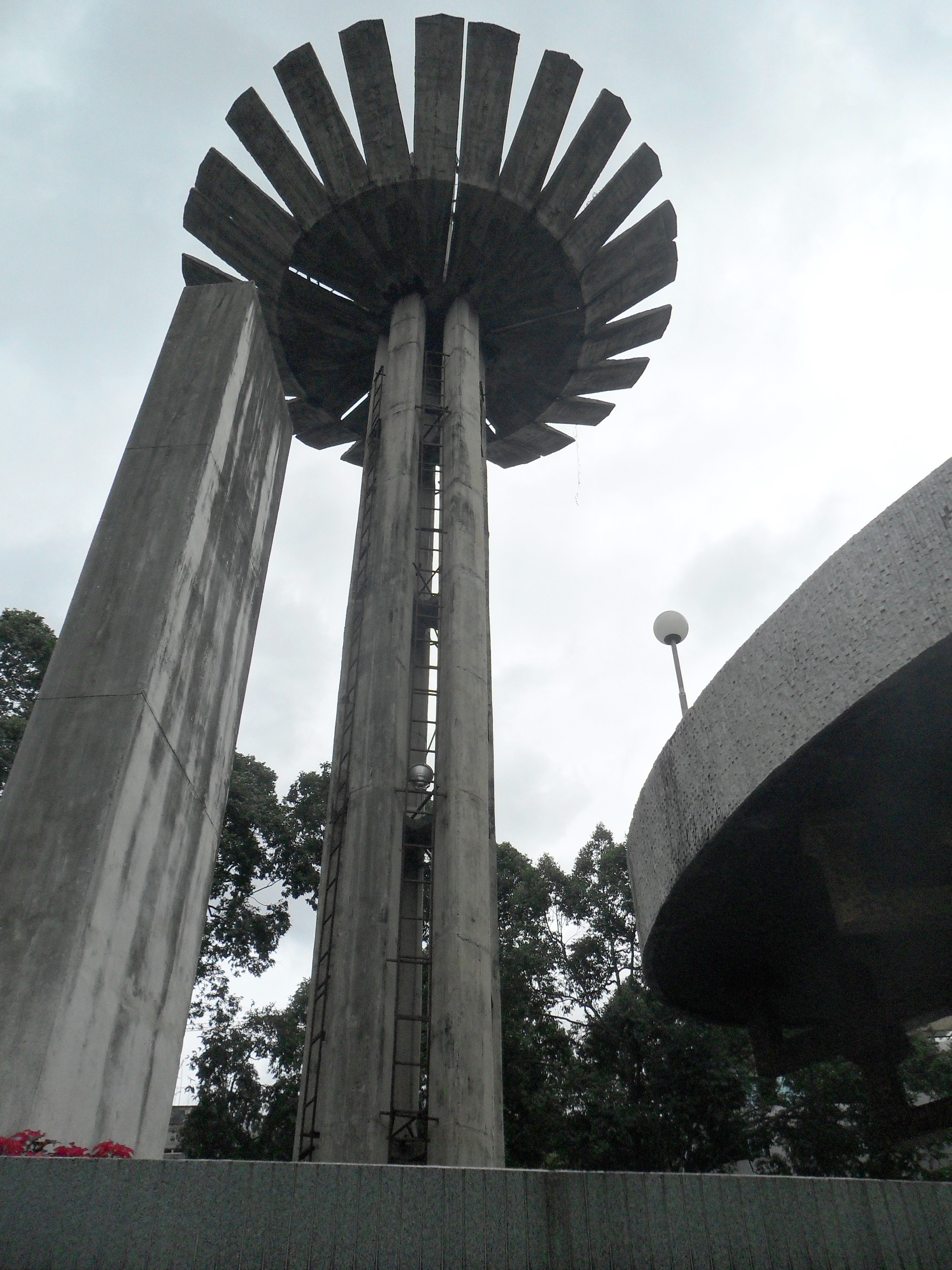
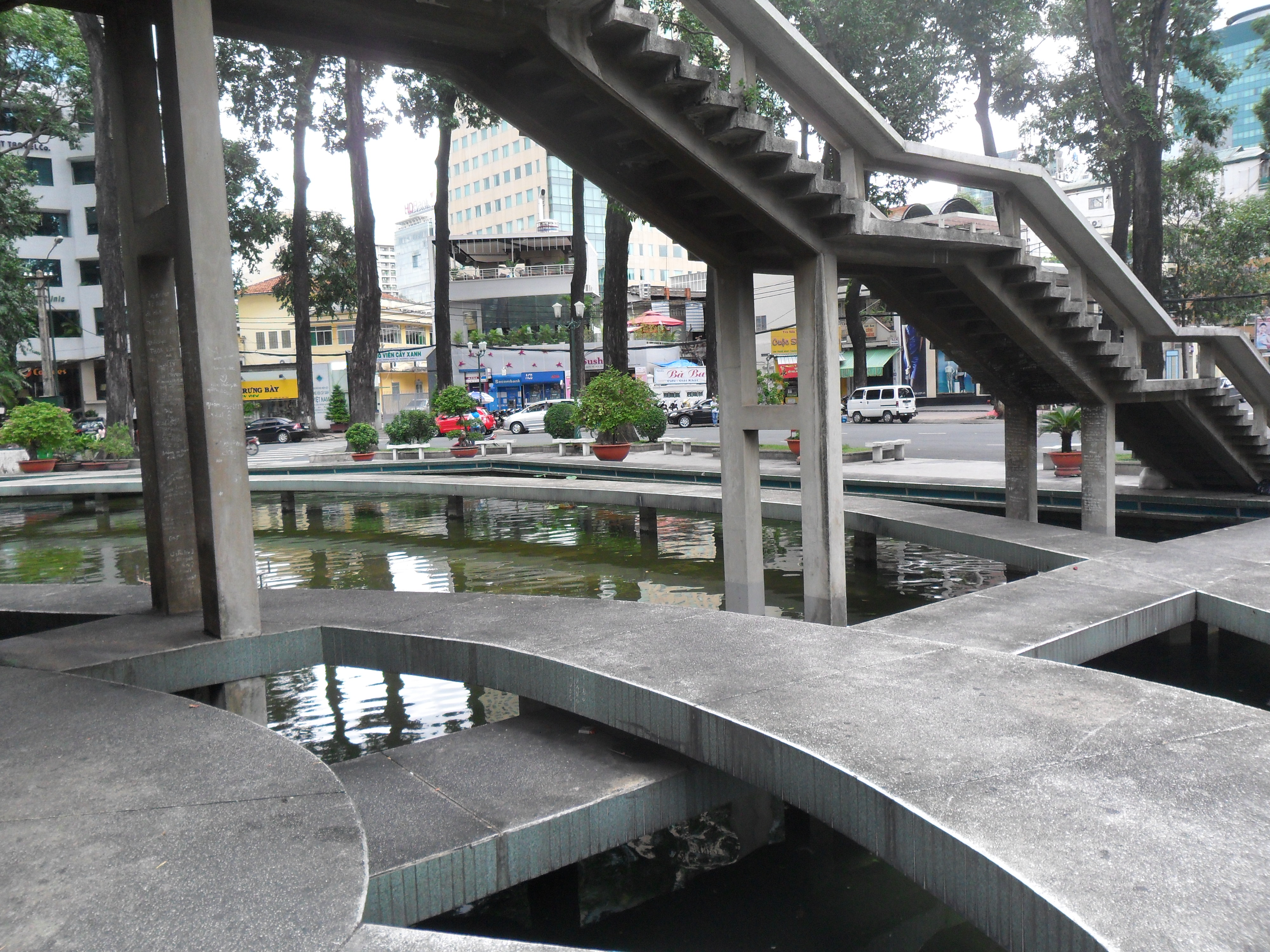
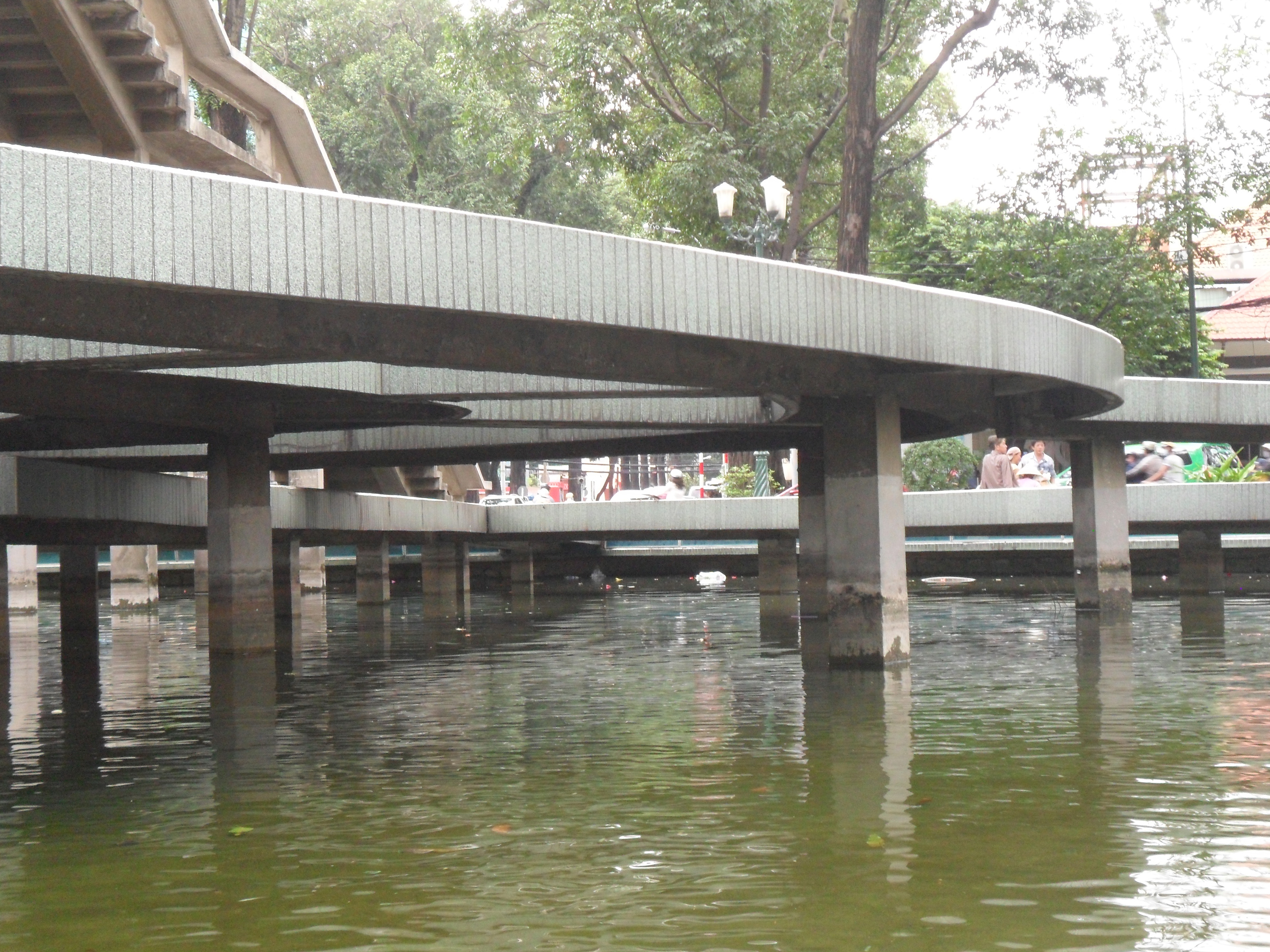
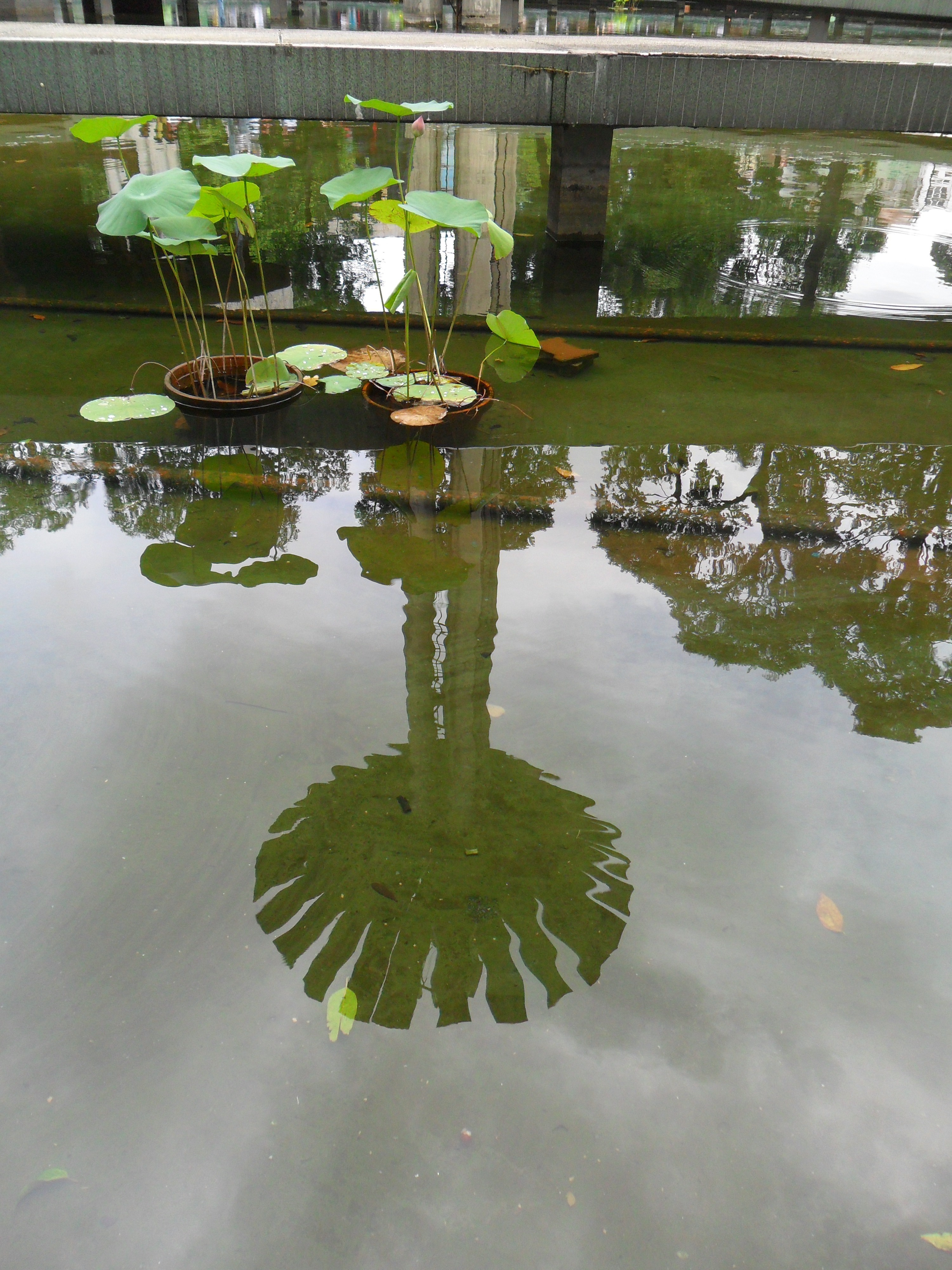